# Prometna varnost
Prometna varnost se nanaša na metode in ukrepe za zmanjšanje tveganja udeležencev v prometu, da se ne bi poškodovali ali celo umrli v prometni nesreči. 
Da bi prometno varnost celovito razumeli, moramo razumeti pojem: voznik - vozilo - cesta - okolje in obravnavati varnost v procesu od izobraževanja, zakonodaje in njenega izvrševanja, boljše infrastrukture in razumevanja človeškega dejavnika.
Uporabniki cest so pešci, kolesarji, motoristi, njihovi sopotniki in potniki v javnem cestnem prevozu (na avtobusih, tramvajih in drugih).
Strategija varnosti v cestnem prometu se osredotoča na preprečevanje hudih poškodb in smrti. Prometne nesreče so posledica nepravilnosti v sistemu vozilo, človek in cesta z okoljem, zato je logična posledica tega potreba po učinkovitih strategijah za izboljšanje varnosti vseh treh naštetih faktorjev.
Varna cesta predstavlja cestno okolje, ki zagotavlja hitrim vozilom take pogoje, da se ne bo zaradi človeškega faktorja zgodila prometna nesreča na mestih kjer obstajajo konfliktne, to je črne točke.
Osnovna strategija sistemskega pristopa je zagotoviti, da v primeru prometne nesreče, udeleženci ostanejo pod mejo verjetnosti, da bodo umrli ali dobili hujše poškodbe. Ta prag se razlikuje od vrste nesreče in od ravni varstva ponujenega vključenim udeležencem v cestnem prometu. Na primer: možnosti za preživetje nezaščitenega pešca pred vozilom je večja pri hitrostih pod 30 km/h, medtem ko je za varnost potnika v motornem vozilu kritična hitrost 50 km/h (za nesreče s strani) in 70 km/h (za poškodbe glave).
Trajnostne rešitve (obnove, rekonstrukcije cest) morajo veljati za vse ceste, še posebej za ceste na podeželju in v naseljih. Na drugem mestu je zagotavljanje ustrezne prometne signalizacije in opreme na kritičnih lokacijah ter ustrezno vzdrževanje cest in na tretjem mestu so predpisi za načrtovanje cest in vzgoja udeležencev v prometu.

## Pasivna in aktivna prometna varnost
Kot pasivno prometno varnost razumemo ukrepe za preprečevanje prometnih nesreč. To so stanje cest, izvedba kolesarskih poti, pločnikov, prehodov za pešce, umirjanje prometa, itd.
Aktivna prometna varnost pa pomeni kako je vsak posamezni udeleženec v prometu pripravljen na udeležbo, izobražen in usposobljen.

## Nekateri mejniki v zgodovini prometne varnosti
Nekateri dogodki pomembni za varnost v cestnem prometu skozi čas:
| Leto    | dogodek |
| ------- | --- |
| 1903    | Izum varnostnega pasu |
| 1949    | Razvoj prve lutke za potrebe Crash testa |
| 1951    | Izvajanje tehničnih pregledov motornih vozil Uvedba medicinsko-psihološke ocene voznika |
| 1951    | Daimler-Benz je zaprosil za patent karoserije za varnost potnikov |
| 1956    | Prvi serijski trebušni varnostni pas pri Fordovem avtomobilu Izum tritočkovnega varnostnega pasu v Volvu |
| 1957    | Omejitev hitrosti na 50 km/h v mestih |
| 1959    | Prva varnostna karoserija v osebnem avtomobilu Mercedes-Benz |
| 1967    | Razvoj zračnih blazin v Mercedes-Benz |
| 1970    | V Nemčiji prvič objavijo število smrtnih žrtev v prometnih nesrečah: 21.332 ADAC v Münchnu predstavlja "Krištofa 1" - prvi reševalni helikopter                                                                |
| 1972    | Omejitev hitrosti 100 km/h na podeželskih cestah |
| 1973    | 0,8-meja alkohola (do 1998) Tri točkovni pasovi na sprednjih sedežih vseh novih avtomobilov Obvezno pripenjanje z varnostnim pasom, če so na voljo v avtomobilu                                                |
| 1973/74 | Prva naftna kriza |
| 1974    | Priporočena hitrost 130 km/h na avtocesti) Vsi novi avtomobili v Nemčiji morajo biti opremljeni 3-točkovnim varnostnim pasom za prednje sedeže) Prvi avto z zračno blazino kot standard v ZD                   |
| 1976    | Obvezna čelada za motoriste Varnostni pasovi za osebna vozila v Nemčiji |
| 1978    | Čelada uzakonjena za moped in kolo z motorjem Protiblokirni zavorni sistem ABS gre v proizvodnjo Novi avtomobili morajo imeti pasove tudi na zadnjih sedežih                                                   |
| 1980    | Uvedena denarna kazen za kršitev zakona za neuporabo čelade za motoriste Od približno leta 1980 so voznikom na voljo zračne blazine                                                                            |
| 1984    | Uvedena denarna kazen za kršitev zakona za neuporabo varnostnih pasov |
| 1985    | Uvedba čelade za voznike mopedov Na voljo je zračna blazina za sovoznika |
| 1986    | Uvedba vozniškega izpita za motorna kolesa Uvedba poskusne vožnje za voznike začetnike |
| 1988    | Protiblokirni zavorni sistem ABS za motorna vozila prodre v serijsko proizvodnjo Motorna kolesa morajo vedno voziti z zasenčenimi lučmi                                                                        |
| 1991    | ABS obvezen za težka gospodarska vozila |
| 1992    | Vsa vozila Mercedes-Benz dobijo kot standard ABS in zračno blazino za voznika. Omejitev hitrosti v naselju prestavljena s 60 km/h na 50 km/h.                                                                  |
| 1994    | Stranski zračni blazini za voznika in sovoznika uvaja Volvo |
| 1995    | Proizvodnja prvega elektronskega sistema za nadzor stabilnosti ESP |
| 1996    | Prvič predstavljena asistenca zaviranja (ABS) Ustanovitev Euro NCAP |
| 1997    | Odprava omejitev hitrosti za dostavna vozila; nesreče, ki vključujejo ta vozila skokovito naraščajo |
| 1998    | Uvedba meje 0,5 promila alkohola v krvi Predstavljen prvi prilagodljivi tempomat |
| 1999    | Varnostni pasovi za nove avtobuse obvezni |
| 2001    | Tudi prepovedi 0,5 promila alkohola v krvi ogroža prometno varnost |
| 2005    | Pasivni ukrepi za zaščito pešcev so obvezni za vse nove modele avtomobilov do 2,5 ton največje dovoljene mase                                                                                                  |
| 2006    | Izvajanje zakonskih zahtev za prednje zaščitne sisteme ("Bullbars"), za zaščito zunanjih udeležencev v prometu                                                                                                 |
| 2009    | Pomoč pri zaviranju je obvezna za vse nove modele avtomobilov Tovorna vozila z več kot 3,5 tone skupne mase, ki so bila prvič izdelana leta 2000, morajo biti opremljena z ogledali, ki zmanjšujejo mrtve kote |
| 2011    | Obvezna uvedba sistema za stabilnosti v avtomobilih Novi tipi vozil morajo biti opremljeni s prižganimi lučmi                                                                                                  |
| 2012    | Sistemi za nadzor tlaka v pnevmatikah pri novih modelih vozi |
| 2013    | Povečane zahteve za pasivne ukrepe za zaščito pešcev za vse nove modele avtomobilov do 2,5 tone (2015: Brez omejitev mase)                                                                                     |
| 2014    | ESP bo obvezna oprema za vse nove tovornjake |
| 2015    | Nova težka tovorna vozila bodo morala biti opremljena s sistemom za zaviranje v sili in sistemom LKAS ( Lane Keep Assist System) za opozarjanje odhoda                                                         |

## Varnost v cestnem prometu v svetu in v Sloveniji

### V svetu
Prometne nesreče so eden od največjih svetovnih problemov javnega zdravstva. Problem je še toliko večji, ker so žrtve običajno zdravi ljudje v aktivni dobi življenja. Po podatkih Svetovne zdravstvene organizacije (WHO) je vsako leto na cestah po svetu več kot milijon smrtnih žrtev. Statistical Annex - World report on road traffic injury prevention. Poročilo ki ga je objavila Svetovna zdravstvena organizacija za leto 2004 navaja, da je bilo vsako leto na cestah po vsem svetu v prometnih nesrečah 1,2 mio smrtnih žrtev in 50 mio poškodovanih report on road traffic injury prevention|publisher=World Health Organisation|accessdate=2010-04-14. 
V poročilu je tudi navedeno, da je problem najhujši v državah v razvoju in da bi preprosti ukrepi za preprečevanje lahko prepolovili število smrtnih žrtev. |title=BBC NEWS|title=UN raises child accidents alarm |work=BBC News|accessdate= 2010-05-22| date=2008-12-10
Standardni ukrepi, ki se uporabljajo pri ocenjevanju ukrepov varnosti v cestnem prometu so smrtne žrtve in hudo poškodovani.

### V Sloveniji
Po letu 1960 je tudi na Slovenskem začela naraščati motorizacija in raba osebnega avtomobila. Od takrat dalje stopnja motorizacije nenehno narašča in ni upadla niti v najbolj kriznih časih. Leta 1960 smo imeli v Sloveniji 16.831 osebnih avtomobilov, leta 1970 že 150.807, leta 1980 416.448, leta 1990 578.268, leta 1992 pa že 606.820, leta 2000 že 866.096, leta 2010 že 1.061.646. 
Raba osebnega avtomobila je hitro naraščala vse do konca sedemdesetih let, ko je prišlo do znanih omejitvenih ukrepov glede porabe goriva (v letih 1979 - 1980 sodi - lihi, v letih 1983 - 1984 boni s hkratnim povišanjem cene goriva). Z odpravo omejitvenih ukrepov in z znižano ceno goriva je po letu 1985 prišlo do strmega porasta individualnega motornega prometa.
Ob koncu leta 2011 je bilo v Sloveniji 606 km avtocest in hitrih cest, 814 km glavnih cest, 5.143 km regionalnih cest, 13.556 lokalnih cest, 18.768 javnih poti. Poleg tega pa še cca 13.000 km gozdnih cest. Zaradi policentričnega razvoja poselitve in razgibane pokrajine ima Slovenija 5.959 naselij in ima 20% gostejšo cestno mrežo kot poprečje evropskih držav.
Opravljeno prometno delo v letu 2010 na državnih cesta je bilo naslednje:
| vrsta ceste | dolžina cest v km | PLDP   | vsa vozila |
| ----------- | ----------------- | ------ | ---------- |
| AC          | 533,3             | 29.930 | 5631,3     |
| HC          | 77,5              | 22.657 | 640,6      |
| G1          | 361,0             | 8.576  | 1098,5     |
| G2          | 456,5             | 7.161  | 1193,1     |
| R1          | 944,9             | 4.049  | 1396,4     |
| R2          | 1.364,1           | 3.703  | 1843,5     |
| R3          | 2.188,2           | 1.403  | 1120,2     |
| RT          | 639,1             | 437    | 101,7      |
| Vse ceste   | 6.553,5           | 5.445  | 13025,4    |

Podatke o številu prometnih nesreč v Sloveniji povzemamo iz Statističnih podatkov, ki jih izdaja MNZ.
Število prometnih nesreč in njihove posledice:
| Leto | Vse prometne nesreče s posledicami | smrtne | hude poškodbe | lahke poškodbe |
| ---- | ---------------------------------- | ------ | ------------- | -------------- |
| 1984 | 7.374                              | 492    | 2.443         | 4.931          |
| 1990 | 5.175                              | 517    | 2.638         | 3.895          |
| 1993 | 6.349                              | 494    | 2.551         | 5.191          |
| 1995 | 6.540                              | 415    | 2.537         | 5.440          |
| 1998 | 5.837                              | 309    | 1.685         | 5.633          |
| 2000 | 8.469                              | 313    | 2.995         | 9.006          |
| 2005 | 10.079                             | 259    | 1.266         | 17.662         |
| 2010 | 7.532                              | 138    | 886           | 9.594          |
| 2011 | 7.133                              | 141    | 921           | 8.813          |

Raziskave  so pokazale, da so avtoceste in hitre ceste najbolj varne, saj je na njih do 3,3-krat manj nesreč kot na glavnih cestah in do 3,9-krat manj kot na regionalnih cestah. Vendar pa se število nesreč s povečevanjem obsega prometa povečuje.
V študiji "Vrednotenje prometnih nesreč na cestah v RS", ki je bila izdelana za leta 1990 do 2000 je bilo ugotovljeno, da znašajo družbeno-ekonomski stroški posledic prometnih nesreč v Sloveniji v letu 2000 približno 259 mio €.

## Vzroki za prometne nesreče
Najpogostejši vzrok za prometne nesreče s smrtnim izidom ali hudimi poškodbami je hitrost vozila. Tehnično vse boljši in udobnejši avtomobili dajejo voznikom lažen občutek glede hitrosti, čemur pa običajno ne sledi kvaliteta cest. Zato je ključni cilj modernega načrtovanja cest usmerjati vozne hitrosti s tehničnimi in drugimi ukrepi. Poškodbe, ki so posledica nenadnega pospeška (ali pojemka) je težko izmeriti. Hitrost vožnje mora biti zato prilagojena:
- vozniškim sposobnostim (ali sem sposoben hitre koordinacije manevrov z vozilom?);
- vozniškemu znanju (ali imam potrebno znanje in rutino);
- cesti (spolzka, makadam z udarnimi jamami, zguban, rebrast asfalt, itd);
- zakonskim predpisom.

Večina voznikov podcenjujejo oddaljenost, pri kateri je potrebno vozilo ustaviti. Pri 60 km/h na suhi cesti potrebuje približno 38 metrov poti, da se ustavi; pri 80 km/h potrebuje že 58 metrov.
Dejavnike, ki prispevajo k nesrečam na cestah je potrebno povezati z voznikom (napake voznika, bolezni ali utrujenost), z vozilom (zavore, krmiljenje ali druge napake) ali s cesto (pomanjkanje vidne razdalje, poškodovano vozišče, itd). Celovit pregled nad posameznimi področji omogoča upravljanje sistemov za varnost v cestnem prometu (Road Safety Management).
Za namene varnosti v cestnem prometu je koristno ceste  razvrstiti v tiste v naseljenem območju in one izven naselij in nato na kategorije cest (avtoceste, glavne ceste, itd). Večina prometnih nesreč se zgodi na cestah v naseljih. Avtoceste so najvarnejše glede na število prevoženih kilometrov.

## Izobraževanje za aktivno udeležbo v cestnem prometu
Aktivno sodelovanje v prometu je urejeno z zakonodajo. Vozniki se izobražujejo v avtošolah. Odvisno od vrste pristojnosti, starosti voznika, tipa vozila, morajo vozniki motornih vozil opraviti vozniški izpit (za javni prevoz in tovorno vozilo je lahko potrebno tudi dodatno usposabljanje in izdajanje dovoljenj) in imeti zdravstveno potrdilo o psihofizični ustreznosti. Na voljo so tudi šole varne vožnje na posebej zgrajenih poligonih. Izobraževanje o cestno-prometnih predpisih in vedenju v prometu se začne že v osnovni šoli. Ob koncu šolanja učenci opravijo tudi izpit za uporabo kolesa.
Nadalje obstajajo predpisi za vožnjo po vplivom alkohola in različnih zdravil, pri uporabi mobilnih telefonov, varnostnega pasu in določene omejitve hitrosti. Motoristi so morajo nositi motoristično čelado. Za voznike nekaterih vrst vozil (predvsem tovornih in avtobusov) veljajo predpisi o dolžini vožnje in potrebnem počitku. Obstajajo tudi predpisi in omejitve za mlade voznike in voznike začetnike. Tudi za kolesarje predpisi določajo različne omejitve kot: prepoved vožnje pod vplivom alkohola in različnih zdravil, uporaba mobilnih telefonov, nošnja čelade in podobno.
V kolikor ni posebnih pasov za pešce oziroma pločnikov, je lahko hoja po cesti prepovedana ali omejena (smer hoje, oprema za hojo ponoči - odsevniki,...).

## Varnost in zaščita posameznega prevoznega sredstva

### Osebni avtomobili
Evropski crash testni program Euro NCAP ponuja dragocen vpogled v varnost vozil. Aktivna varnost motornega vozila so: dober zavorni sistem (ABS), dobri blažilniki in pnevmatike, prižiganje luči podnevi in čista stekla. Drugi primeri aktivnih varnostnih naprav v vozilu so regulacija zdrsa pogonskih koles (ASR), sistem pomoči pri zaviranju (BAS)in elektronski stabilizacijski program (ESP). K aktivni varnosti prispeva tudi uravnotežena porazdelitev obremenitve. Prav tako je mogoče namestiti na vozila tudi druge sisteme (senzorje, kamere,...), ki lahko zaznajo potencialne nevarnosti in se avtomatično odzivajo. "Alcolocks" so elektronske naprave, ki se odzivajo na koncentracijo alkohola v izdihanem zraku.
Ključni ukrepi za spodbujanje pasivne varnosti v avtomobilih so varnostni pasovi in zračne blazine, otroški sedeži in drugo.
Učinek pasivnih varnostnih ukrepov izvajajo z raziskavami nesreč, biomehaniko, oceno varnosti, matematičnimi in eksperimentalnimi simulacijami in varnostnimi  ukrepi.
Za preprečitev ali v boju proti požaru se lahko uporabljajo komercialni gasilni aparati. Uporaba gasilnih aparatov je obvezna oprema v vozilu samo za prevoz nevarnega tovora in v avtobusih, za osebne avtomobile je priporočena. Voznik se mora na izobraževanju naučiti pravilno ravnati v primeru nesreče s požarom.

### Tovorna vozila
Po podatkih Evropske komisije, Sektorja za transport ("Transportation Department ") lahko do 25 odstotkov nesreč s tovornjakov pripišemo neustrezno zavarovanemu tovoru. Nepravilno zavarovan tovor lahko povzroči hude nesreče in vodi do izgube tovora, izgube življenj in vozil ter so lahko nevarne za okolje. Eden od načinov za stabilizacijo, zavarovanje in varovanje tovora med prevozom po cesti je uporaba posebnih oblog, ki se dajejo v prazen prostor med tovor in so namenjene preprečevanju premikanja med prevozom.
Tudi tovornjaki imajo vse več vgrajene opreme za izboljšanje varnosti v cestnem prometu, predvsem na delih namenjenih deformaciji. Pomemben prispevek k varnosti pomeni standardna namestitev tempomata. Predlaga se v bodoče tudi oprema vozila za zaviranje v sili, opozorilni sistem odhoda in elektronski program stabilnosti.

### Avtobusi
Tveganje za nesreče s smrtnimi žrtvami na avtobusih je manj kot ostalih v cestnem prometu. O varnosti avtobusov se pogosto razpravlja kadar so nesreče povezane z javnimi prevoznimi sredstvi. Tudi v avtobusih je varnostni pas na vseh sedežih že pogosta oprema, kot tudi ABS in druga elektronska pomagala.

### Motorna kolesa
Običajno se začne aktivna udeležba v cestnem prometu z motorji od 15 leta starosti dalje (sprva z mopedi). Uporabniki motorjev so tako kot pešci in kolesarji ranljiva skupina udeležencev v cestnem prometu. Leta 2011 je bilo v Sloveniji 48.686 registriranih motorjev in 42.322 koles z motorjem, v 133 prometnih nesrečah je umrlo 23 motoristov, 90 pa je bilo hudo poškodovanih.

### Kolesa
Pomembne varnostne zahteva na kolesu je obvezna uporaba čelade. Svetle obleke in dodatni odsevni elementi so dobrodošli za boljšo vidljivost. Svetleči so lahko tudi gibljivi deli kolesa, kot so napere in pedala. V letu 2011 je v 269 prometnih nesrečah umrlo 7 kolesarjev.

## Promet in načrtovanje
Pri načrtovanju cest obstajajo številni načini za izboljšanje prometne varnosti. Če se izključi človeške napake uporabnikov, se z inteligentnim oblikovanjem cest doseže optimalno stanje z vidika prometne varnosti. Stalno preverjanje stanja varnosti obstoječih cest je odločilno pri načrtovanju novih ukrepov. 
Za vseevropsko cestno omrežje od decembra 2010 velja Direktiva 2008/96/ES z naslovom Za obvladovanje varnosti cestne infrastrukture. Sistem obvladovanja tveganj zagotavljajo metode za sistematično prepoznavanje nevarnosti in analize stroškov ter koristi.
Ukrepi med drugim vključujejo robne pasove in uporabo sistemov za zadrževanje vozil (varnostne ograje). V zadnjih letih je več kot 20% smrtnih žrtev na cestah povezanih s trkom izven ceste oziroma vozišča. Dosledna uporaba Priporočil za zaščito pred nesrečami, ki vključujejo vpliv trkov z drevesi (ESAB) bi lahko bistveno zmanjšalo število smrtnih žrtev. Zaradi večjih tveganj na območju križanj med različnimi prometnimi sistemi (ceste, železnica, kolo, pešec), je potrebno izvesti posebne ukrepe, kot so različne pregrade, prometna signalizacija in opozorilni sistemi.
V Sloveniji zagotavljamo ukrepe za izboljšanje prometne varnosti na lokacijah, kjer so dokazane zgostitve prometnih nesreč, to je črne točke z ukrepi kot so: rekonstrukcije ceste, ureditve križišč z zavijalnimi pasovi ali krožišči, spremembo vrste asfaltne površine, izgradnjo samostojnih kolesarskih poti in drugimi. V naseljih pa z izgradnjo pločnikov, urejanjem prehodov za pešce, umirjanjem prometa (grbine, šikane, otoki,...) kot tudi z ustrezno prometno signalizacijo, osvetlitvijo in ITS opremo.

### Spreminjanje smeri
Spreminjanje smeri predstavlja veliko nevarnost za trčenje z nasproti vozečim vozilom. Čelna trčenja so pogosta in pogostejši vzrok smrtnih žrtev. Druga nevarnost je trk od zadaj med čakanjem na prosto smer. Ukrepi za onemogočanje trkov so med drugim: 
- Dodaten pas za levo zavijanje
- zagotavljanje fizične zaščite
- Uporaba posrednega zavijanja

### Načrtovanje za pešce in kolesarje
Pešci in kolesarji so med najbolj ranljivimi uporabniki cest in v nekaterih državah predstavljajo več kot polovico vseh smrtnih žrtev na cestah. Posegi za izboljšanje varnosti nemotoriziranih uporabnikov so: 
- pločnikih primerne širine za pričakovan promet pešcev;
- prehodi za pešce v bližini želene linije, ki omogočajo varen prehod pešcev preko ceste;
- ločene poti za pešce in kolesarje ob cestah;
- nadhodi (sicer nepriljubljeni med pešci in kolesarji zaradi dodatne razdalje in truda);
- podvozi (vendar lahko predstavljajo povečano tveganje pred kriminalom)
- umirjanje hitrosti in grbine
- nizke omejitve hitrosti, ki so strogo uveljavljene, po možnosti z radarji
- skupne prometne površine, ki dajejo enako prednost vsem udeležencem v prometu, ne glede na način uporabe;
- ovire, ki preprečujejo pešcem prečkanje nevarnih mest

Uspešni ukrepi za pešce se izogibajo nadhodom in podhodom in namesto tega uporabljajo kakovostne prehode poleg predvidene poti. Uspešni kolesarski ukrepi se izogibajo pogostim ustavljanjem tudi če je za to potrebna dodatna razdalja.

### Skupna prometna površina
Leta 1990 je bil prvič v svetu pojavil nov pristop, imenovan  "skupni prometni prostor". Ta pristop je razvil Hans Monderman, ki je verjel, da "če se voznik obnaša ko idiot, tudi je idiot"  in predlagal, da zaupamo voznikom, da se bodo sami obnašali bolj uspešno, kot pa da jih silimo, kako naj se obnašajo.
Rezultati kažejo, da tak pristop vodi k bistveno nižjim hitrostim prometa, zmanjšanju prometnih nesreč in zmanjšanju zastojev.

### Ceste izven naselij
Glavne ceste, vključno z avtocestami in hitrimi cestami so namenjene za varnejšo vožnjo pri visokih hitrostih in imajo na splošno nižjo stopnjo prometnih nesreč na km ceste od ostalih cest.
Večja varnost je dosežena s: 
- kontroliranim omejenim dostopom drugih cest;
- izvennivojskimi križanji z drugimi komunikacijami:
- fizično ločenimi smernimi vozišči;
- odstranjevanjem ovir ob cesti;
- prepovedjo bolj ranljivim udeležencem in počasnejšim vozilom;
- umestitvijo varnostnih naprav (varnostne in varovalne ograje, široka travnata območja, pesek);

Zaključki nekaterih varovalnih ograj so zaščiteni z dušilniki trkov, ki so namenjeni za absorbcijo kinetične energije vozila in ga bolj nežno upočasnijo. Še več drugih mehanizmov se uporablja za sprostitev kinetične energije ob trkih: Fitch ovire, sistem peska napolnjenega v plastične kalupe, ter druge sisteme za trganje ali preoblikovanje jekla.
Na prometnejših cestah se uporabljajo tudi pojoči trakovi, ki so nameščeni ob robu vozišča (robna črta), da se vozniki prebudijo zaradi hrupa v kolikor bi skrenili s poti. Podobna je uporaba "dvignjenih" rebrastih oznak, sestavljenih iz neprekinjenega traku z rebri po robu vozišča. Cilj označevanja je doseči tudi boljšo vidno razmejitev roba vozišča v mokrih razmerah in ponoči. Zagotavlja tudi zvočno / vibracijsko opozorilo voznikom, če bi hoteli zaiti iz vozišča.

## Ljudje in družba
Najbolj škodljive vplive v prometu imajo človeške napake. Te vključujejo nepazljivost, neprevidnost, lenobo, slo po moči, zlobo, ležernost, negotovost in pomanjkanje spoštovanja. Človeške napake, ki jih ni mogoče popolnoma izključiti mora cestni sistem predvideti.
Za prometno varnost v Sloveniji poleg Ministrstva za infrastrukturo in prostor skrbijo najprej pristojni upravljavci cest in Agencija za varnost v cestnem prometu ter Policija. Skupaj izvajajo najrazličnejše akcije, ki naj bi ozaveščale uporabnike cest in jih usmerjale k ustreznejšemu vedenju. Trenutno še velja Nacionalni program varnosti cestnega prometa kot strateški dokument, ki obravnava varnostno politiko in strokovno zahtevne ter varnostno najbolj transparentne probleme za obdobje 2007-2011. Osnovni cilj je zmanjšati število prometnih nesreč z najhujšimi posledicami.
Vizija nič predstavlja odnos ustvarjalcev in udeležencev cestnoprometnega sistema, ki so s svojim celotnim ravnanjem dolžni preprečiti najhujše posledice prometnih nesreč ter zagotoviti varen dolgoročni cilj: nič mrtvih in nič hudo poškodovanih zaradi prometnih nesreč. Vizija nič zato zahteva spremembo razmišljanja in ravnanja oblikovalcev sistema, izvajalcev in udeležencev v prometu.

## Varnostni programi in kampanje
Deklaracija Decade of Action for Road Safety - Desetletje za večjo varnost na cestah 2011-2020 je bila razglašena na prvi konferenci Združenih narodov o varnosti v cestnem prometu v novembru 2009 v Moskvi, Generalna skupščina OZN jo je marca 2010 potrdila z Resolucijo 64/255. Njen cilj je zagotoviti, da se bo število 1 milijon mrtvih zmanjšala do leta 2020 za polovico, na približno 900.000. Združeni narodi z deklaracijo želijo, da države članice skupaj z nevladnimi organizacijami:
- začnejo celovito in sistemsko upravljati varnost v cestnem prometu,
- izboljšajo elemente varnosti v cestnem omrežju,
- izboljšajo stardarde opreme za varnost v vozilih,
- krepijo pravilno ravnanje in obnašanje udeležencev v prometu,
- izboljšajo zdravstveno oskrbo in rehabilitacijo žrtev prometnih nesreč.

Približno 90% primerov se zgodi v državah v razvoju. Predpostavlja se, da je bilo od izuma avtomobila do leta 2010 približno 40 milijonov smrtnih žrtev v cestnem prometu. V številu smrtnih žrtev prometnih nesrečah po vsem svetu je vsako leto 260.000 otrok v starosti do 18 let, tako da so te nesreče po podatkih ZN glavni vzrok smrti med mladimi.
Evropska komisija je julija 2010 objavila Smernice za politike na področju varnosti v cestnem prometu 2011-2020. V EU je v letu 2009 umrlo na cestah 35.000 ljudi, ranjenih pa je bilo 1,7 milijona. Število smrtnih žrtev na milijon prebivalcev je bilo v letu 2010 povprečje EU 61, v Nemčiji 45, na Švedskem 28, Veliki Britaniji 31 in na Nizozemskem 32, v vzhodnih državah članicah pa so tveganja s 112 mrtvimi v Grčiji, 111 v Romuniji, s 102 v Bolgariji in na Poljskem, največje. Komisija EU si je zastavila cilj prepoloviti število smrtnih žrtev na cestah v naslednjih 10 letih. Evropski svet za varnost v prometu (ETSC) je kritiziral pomanjkanje merljivih ciljev za predvidene naloge. Prav tako pomembna področja delovanja, ki niso dovolj obdelana, je zaščita pešcev in kolesarjev.
Problematiko lahko opredelimo z naslednjim:
- Z večanjem hitrosti se zmanjšuje možnost za reakcijo in popravek manevriranja v primeru nepredvidenih dogodkov, ki vodijo v večja tveganja trčenja in kasnejših poškodb.
- Večja nevarnost nesreč je v omejeni vidljivosti (megla, noč).
- Povečano tveganje za nezgode pri menjavi prometnega pasu in prehitevanju.
- Povečano tveganje zaradi razlike med hitrostjo tovornjakov in osebnih avtomobilov
- Povečanje razvojnih in varnostnih standardov oblikovanja za visoke hitrosti in stroškov za naložbe (širina prometnega pasu, radiji, odstavni pasovi, itd).
- Večja poraba energije, emisije onesnaževalcev in hrupa.
- Večja nevarnost za tuje voznike.
- Manjša udobnost in zmanjšano subjektivno dojemanje varnosti starejših udeležencev v cestnem prometu in na potovanjih.

Resolucija Nacionalnega programa prometne varnosti za obdobje 2012-2021 pa v Sloveniji zajema obsežno analizo in številna priporočila, predvideno je reševanje več ukrepov na področju človekovega delovanja, infrastrukture in vozil ter tehnologije. Zahteva za zmanjšanje smrtnih žrtev do leta 2020 je vizija nič.  
Za povečanje ozaveščenosti o pobudah za zmanjšanje števila nesreč v cestnem prometu se uporabljajo različne informacijske kampanje in preventivne akcije v katerih sodeluje Policija, ministrstva, Gospodarska zbornica, avtošole, upravljavci cest, AMZS in druge organizacije civilne družbe. Preventivne akcije, ki jih organizira v Sloveniji Agencija za varnost prometa so:
- Hitrost s sloganom "Počasneje je varneje"
- Alkohol s sloganom "0,0 šofer - trezna odločitev"  - (posebej izpostavljeni tveganju za povzročitev prometne nesreče pod vplivom alkohola so osebe v starosti od 24 do 34;
- Varnostni pas s sloganom "Pripnite se in doživite" - (Zaskrbljujoč podatek kaže, da se na zadnjih sedežih v osebnem vozilu priveže le 66,2 % odraslih medtem ko se je delež privezanih otrok na zadnjih sedežih povečal za približno 15,6% in skupaj znaša 91,8%)
- Pešci (V letu 2008 je bilo od 214 mrtvih udeležencev, 39 pešcev. V istem obdobju je bilo 150 hudo in 647 lahko telesno poškodovanih pešcev. Večina nesreč, ki jih povzročijo starejši pešci so posledica slabšanja psihofizičnih sposobnosti, neustrezne barve oblačil ter neuporabe odsevnih pripomočkov).
- Motoristi s sloganom "Ne spreglej" - (V prometnih nesrečah je leta 2011 umrlo 30 voznikov motorjev, hudo telesno poškodovanih je bilo 214, lahko telesno poškodovanih pa 694 voznikov motorjev)
- Kolesarji  s sloganom "Enakopravni, toda bolj ranljivi" - (Kolesarji so udeleženi v 2% vseh prometnih nesreč v Sloveniji, mrtvih je 7% od vseh, s hudimi poškodbami pa 13%)
- Mobilni telefoni s sloganom " Bodi trenutno nedosegljiv, če želiš ostati živ" (Ugotovitve agencije: 25,3 % voznikov med vožnjo uporablja mobilni telefon, 49,5 % voznikov opravlja kratke pogovore med vožnjo (1-2 klica), povprečno se po mobilnem telefonu med vožnjo pogovarjajo 8 minut. Medtem ko 12,2 % voznikov uporablja mobilni telefon med vožnjo ter hkrati pregleduje ali piše SMS sporočila oz. pregleduje elektronsko pošto).
- Starejši vozniki s sloganom »Starejše ohranimo mobilne in njihovo mobilnost varno« - (V zadnjem triletnem obdobju so bili starejši vozniki povzročitelji 66 % prometnih nesreč, v katerih so bili udeleženi, s smrtnim izidom pa kar 71 %)
- Varnost v turistični sezoni  - (Statistični podatki v zadnjih letih kažejo v povprečju hujše posledice prometnih nesreč času turistične sezone)
- Varnost na nivojskih prehodih ceste čez železniško progo s sloganom "Ustavite se. Vlak se ne more"
- Začetek šolskega leta (Ko se začne novo šolsko leto, morajo biti vozniki še posebej pozorni in previdni, saj se šolarji zopet vračajo na šolske poti.)  Akcija vsebuje še druge aktivnosti kot:
  - knjižica "Prvi koraki v svetu prometa" za prvošolce
  - plakati  "Šolska pot"
  - trikotni plakati "Šolska pot"
  - letaki "Šolska pot"

http://www.avp-rs.si/preventiva/akcije/napovednik Arhivirano 2012-06-23 na Wayback Machine.  - koledar akcij AVP

### Deset temeljnih načel za večjo varnost na cestah
Od odgovornih v družbi zahtevamo, da zagotovijo pogoje za varen in funkcionalen prometno varnostni sistem, od posameznega udeleženca prometu pa pričakujemo:
- Recimo JA lastni odgovornosti, strpnosti in medsebojnemu razumevanju!
- Recimo JA spoštovanju predpisov na cestah!
- Recimo NE hitrosti in agresiji!
- Recimo NE alkoholu,drogam in psihoaktivnim snovem!
- Uporabljajmo varnostni pas in otroški varnostni sedež!
- Varnostna čelada na motorju in kolesu naj bo samozaščitno obnašanje!
- Postanimo vidni kot pešci z uporabo odsevnih teles!
- Izobražujmo v družinah, vrtcih, šolah in bodimo vzor!
- Borimo se za hitro in učinkovito sankcioniranje hujših odklonskih ravnanj!
- Skupaj podpiramo cilj in filozofijo Vizije Nič

### Spremljanje prometa
Spremljanje prometa vključuje preventivne in represivne aktivnosti, ki služijo tudi povečanju prometne varnosti. Nadzor prometa je v pristojnosti policije in drugih organov v cestnem prometu.

## Nudenje prve pomoči
Več kot je ljudi, ki redno obnavljajo svoje osnovno znanje prve pomoči, bolj verjetno je, da bo pomoč reševalne službe uspešnejša.
Evropski sistem  eCall omogoča natančno lokacijo vozila preko satelita. V avtomobilih vgrajena naprava v hudih nesrečah lahko samodejno pokliče številko 112, center za klic v sili. eCall temelji na sistemu E112 za katerega si Evropska komisija prizadeva vpeljavo do leta 2015.
- Uradno spletno mesto
- eCall description from the eSafety initiative
- eCall Deployment project co-funded by the EC
- European Emergency Number Association (EENA)

Ker se dogajajo najhujše nesreče izven mest in poseljenih območij, je hiter prihod reševalnih služb še posebej pomemben.

## Ocena varnosti cest (Pogram EuroRAP)
Leta 1999 je bila v Evropi sprejeta pobuda za projekt EuroRAP  - ocenjevanje glavnih cest s poudarkom na prometni varnosti.
EuroRAP (European Road Assessment Programme) je evropski neodvisen program ocene varnosti cest, ki ga je ustanovila mednarodna neprofitna organizacija, katere člani so avtoklubi, nacionalni in regionalni skrbniki cestnega omrežja, znanstvenoraziskovalni inštituti in strokovnjaki različnih strok. Program pokaže pot in način, kako lahko naredimo ceste bolj varne. Ceste, ki, če so ustrezno zgrajene, oprostijo napako voznika in ga zaradi nje ne kaznujejo s smrtjo ali poškodbo.
Sistem vrednoti stopnjo prometne varnosti cest na dva načina in sicer z:
- Oceno tveganja (Risk mapping), ki temelji na analizi podatkov o prometnih nesrečah s težko poškodovanimi ali mrtvimi v triletnem obdobju 2006 - 2008, glede na prevožene kilometre. Cestno omrežje se rangira barvno glede na stopnjo tveganja v pet razredov.
- Rangiranjem cest (Star rating), ki se izvaja glede na stanje in opremljenost ceste ter posledično verjetnost nastanka prometnih nesreč in stopnjo zaščite vseh udeležencev v prometu. Cestno omrežje se rangira od ene do pet zvezdic.

Konzorcij EuroRAP Slovenija sestavljajo:
- AMZS - Avto moto zveza Slovenije (nosilec projekta);
- Ministrstvo za notranje zadeve;
- Policija;
- Ministrstvo za infrastrukturo in prostor;
- Direkcija Republike Slovenije za ceste;
- Družba za avtoceste Republike Slovenije;
- Prometno tehniški inštitut Fakultete za gradbeništvo in geodezijo Univerze v Ljubljani (strokovna in tehnična podpora projektu).

Na podlagi podatkov o državnih cestah, ki so bile ocenjene, podatkov o prometnih obremenitvah ter podatkov o prometnih nesrečah za obdobje 2006-2008 so bile izdelane karte tveganja (Risk Maps), za avtoceste in hitre ceste, glavne ceste prvega in drugega reda ter za regionalne ceste. Karte tveganja prikazujejo število nesreč s težko poškodovanimi ali mrtvimi udeleženci, glede na milijardo prevoženih kilometrov.
http://www.amzs.si/si/563/Eurorap.aspx Arhivirano 2012-10-18 na Wayback Machine.   - Podatki o projektu v Sloveniji

## Nevladne organizacije

### Avto moto zveza Slovenije (AMZS)
AMZS je nacionalna avtomobilska organizacija. Združuje 81 avto-moto društev in avto-moto touring klubov v Sloveniji z več kot 100.000 člani. Članom zagotavlja pomoč na cesti v sodelovanju in ob pomoči drugih evropskih avtomobilskih klubov.
AMZS je članica mednarodnih avtomobilskih in motociklističnih zvez FIA, AIT, FIM in UEM. Za storitve, ki jih izvaja na cesti in v delavnicah, skrbijo strokovno usposobljeni avtomehaniki s specialnimi vozili za pomoč na cesti, vlečnimi vozili ter s široko mrežo pogodbenih partnerjev.
Po vzoru tujih avto-moto klubov je Avto-moto zveza Slovenije 1. oktobra 1959  poskusno ustanovila službo pomoč – informacije (SPI). 1. januarja 1960 je nova služba začela redno delovati in ta datum šteje za začetek delovanja AMZS pomoči na cesti, ki je danes zelo pomemben in nepogrešljiv člen pri zagotavljanju varnosti v prometu. Poleg nudenja pomoči na cestah služba pomaga voznikom tudi z obveščanjem o stanju in prevoznosti cest ter gorskih prelazov.
AMZS je vključena tudi v aktivnost OZN Decade of Action for Road Safety - Desetletje za večjo varnost na cestah 2011-2020. 11. maja 2011 je bila v Ljubljani podpisana zaveza k uresničevanju konkretnega poslanstva in cilja.( http://www.vvv2012.si/sl/podpisniki.html Arhivirano 2012-06-14 na Wayback Machine.)
SOL Save our lives – rešujemo življenja je evropsko preventivno-izobraževalni projekt, osmih partnerskih organizacij iz Avstrije, Češke, Nemčije, Madžarske, Italije, Poljske, Slovaške in Slovenije, s katerim želi AMZS prispevati dodatne aktivnosti za zmanjšanje žrtev prometnih nesreč na naših cestah in trajnostno mobilnost na lokalni ravni. Izobraževanje se izvaja za različne vsebine v vrtcih, šolah in na raznih prireditvah.
http://www.amzs.si/si/593/Sol_Save_our_lives.aspx Arhivirano 2012-10-18 na Wayback Machine.
EuroTAP je oznaka za European Tunnel Assesment Programme, to je evropski program za ocenjevanje predorov, ki ga izvaja nemški avtomobilski klub ADAC v sodelovanju z drugimi nacionalnimi avtomobilskimi klubi pod pokroviteljstvom Evropske komisije. Izvaja se celovito ocenjevanje varnosti v predorih po enotni in strokovni metodologiji. Varnost v cestnih predorih v zadnjih nekaj letih v Evropi - po vrsti hudih nesreč, ki so terjale nekaj deset življenj - je v ospredju pozornosti pri zagotavljanju čim večje prometne varnosti.
http://www.eurotestmobility.net/eurotap.php?itemno=242&lang=EN%5B%5D
Eurotest je konzorcij evropskih avtomobilskih klubov, ki opravlja skupne dogovorjene teste. Člani Eurotesta so: AMZS iz Slovenije, OAMTC iz Avstrije, ACI iz Italije, ADAC iz Nemčije, FFAC iz Francije, AA iz Velike Britanije, RACE in RACC iz Španije, ACP iz Portugalske, TCB iz Belgije, ANWB iz Nizozemske, AL iz Finske, NAF iz Norveške, TCS iz Švice. Vsak klub ima ekskluzivno pravico objave testa v svoji državi pod svojim imenom. AMZS je izvedel test otroških varnostnih sedežev, vsakoletni test pnevmatik, opreme itd...
AMZSTest predstavlja nadaljevanja projekta EuroTest; izvedeni so bili testi  otroških varnostnih sedežev, delovišč in označb na AC, prehodi za pešce in drugi.

### Zavod Varna pot
Zavod Varna pot je civilna, neprofitna, humanitarna, in nepolitična organizacija. Sestavljajo jo žrtve prometnih nesreč in njihovi sorodniki, strokovnjaki, člani in podporniki.
26. junija 2008 se je Zavod Varna pot s podpisom Evropske listine pridružil več kot tisočim ustanovam, podjetjem in institucijam v Evropski Uniji, ki so se zavezale, da bodo s svojim delovanjem in aktivnostmi skušali doprinesti k uresničitvi skupnega cilja zmanjšati število smrtnih žrtev zaradi prometnih nesreč.
Evropska listina o cestnoprometni varnosti je sestavni del Akcijskega načrta za cestnoprometno varnost, ki ga je leta 2004 lansiral Generalni direktorat za energetiko in promet. Predstavlja niz dobrih praks in poziv Evropske komisije vsem entitetam civilne družbe, javnim organom in podjetjem, da v okviru svojih zmožnosti, prioritet in pooblastil, podpišejo Listino in se zavežejo h konkretnim dejanjem zmanjšanja prometnih nesreč. V Sloveniji doslej listino podpisalo skupaj 29 podjetij, združenj in javnih organov.
http://www.erscharter.eu/
Zavod Varna pot je od oktobra 2008 polnopravni član Evropskega združenja žrtev prometnih nesreč (FEVR), katerega glavni cilji je podpora žrtvam prometnih nesreč v obliki brezplačne čustvene, psihološke, pravne in druge pomoči ter v sodelovanju z vladnimi in nevladnimi organizacijami z različnimi preventivnimi programi prispevati k večji prometni varnosti.
http://fevr.org/

### Mednarodna cestna zveza (IRF)
International Road Federation (IRF) je nevladna, neprofitna organizacija s poslanstvom spodbujati in pospeševati razvoj in vzdrževanje boljše, varnejše in trajnostne cestne mreže. IRF ima delovno skupino, namenjeno varnosti v cestnem prometu. S svojimi državami članicami zagovarjajo ukrepe za izboljšanje varnosti v cestnem prometu na podlagi infrastrukture in sodelujejo z drugimi mednarodnimi organizacijami.
Zavod za prometno varnost
ZAVOD ZA PROMETNO VARNOST združuje strokovnjake s področja zagotavljanja prometne varnosti obstoječe in tudi projektirane cestne infrastrukture. Med njimi so tudi s strani javne agencije RS za varnost prometa akreditirani presojevalci varnosti cest. http://www.zavod-pv.si